# ریمزتاون (پنسیلوانیا)
ریمزتاون (به انگلیسی: Reamstown) یک منطقهٔ مسکونی در ایالات متحده آمریکا است که در شهرستان لنکستر، پنسیلوانیا واقع شده‌است. ریمزتاون ۵٫۸۸۸ کیلومتر مربع مساحت و ۳٬۳۶۱ نفر جمعیت دارد و ۱۱۹٫۴۸ متر بالاتر از سطح دریا واقع شده‌است.